# Sigmund Hauck
Sigmund Hauck (auch Siegmund Hauck; Sigismund Hauck; * 1669 in Neustadt an der Saale; † 18. August 1738) war von 1710 bis 1738 Abt des Prämonstratenserklosters Oberzell in Zell am Main.

## Oberzell vor Hauck
Die Abtei Oberzell wurde im 17. Jahrhundert häufig in Mitleidenschaft gezogen. Zwischen 1631 und 1634 besetzten die protestantischen Schweden das katholische Würzburg und der Oberzeller Prälat Leonhard Frank musste fliehen. Die Klostergebäude und die angrenzenden Dörfer wurden in Mitleidenschaft gezogen. Auch nach dem Rückzug der Schweden gelang es nicht gleich den Wiederaufbau einzuleiten, weil der Dreißigjährige Krieg weiter in Franken tobte.
Erst nach dem Ende des Krieges gelang es den Oberzeller Äbten das Kloster auf neue Füße zu stellen. Unter dem Abt Gottfried Bischof erhielt die Abtei ein eigenes Studienhaus in Würzburg, in dem der Priesternachwuchs wissenschaftlich geschult werden sollte. Dies führte auch dazu, dass viele Vorsteher des Konvents fortan hohe akademische Grade aufweisen konnten. Gleichzeitig begann man in der zweiten Hälfte des 17. Jahrhunderts mit dem Neubau der Abteigebäude.

## Leben
Sigmund Hauck wurde im Jahr 1669 im unterfränkischen Neustadt an der Saale geboren. Der Ort war Teil des Hochstifts Würzburg und orientierte sich in Richtung der Metropole. Über die Familie des Sigmund Hauck ist nichts bekannt, ebenso schweigen die Quellen über die schulische Ausbildung des späteren Abtes. Wahrscheinlich besuchte Hauck die Lateinschule in der Stadt, ehe er nach Würzburg aufbrach, um an der dortigen Universität zu studieren.
Bis ins Jahr 1688 studierte Hauck und wurde schließlich zum Doktor der Theologie und der Philosophie promoviert. Ein Jahr später, 1689, legte er sein Gelübde im Kloster Oberzell ab. Zunächst war der junge Akademiker in der Verwaltung des Klosters eingesetzt, so ist er als Provisor und Cellerarius nachgewiesen. Nach dem Tod des Abtes Gottfried Hammerich im März 1710 wurde eine Abtswahl nötig aus der Hauck schließlich als Sieger hervorging.
Als Abt gelang es Hauck schnell den Einfluss des Klosters auszuweiten. Mit Einverständnis des Generalprokurators des Prämonstratenserordens, Ignatius Back, errichteten die Oberzeller Mönche eine Kanonie in Gerlachsheim, die fortan Priorat genannt wurde und von Oberzeller Mönchen besiedelt wurde. Am 20. Mai 1717 übernahmen die Mönche die neuen Besitzungen. Unter Abt Sigmund entstanden auch die Klostergebäude von Gerlachsheim neu. Am 18. August 1738 starb Abt Sigmund Hauck.

## Wappen

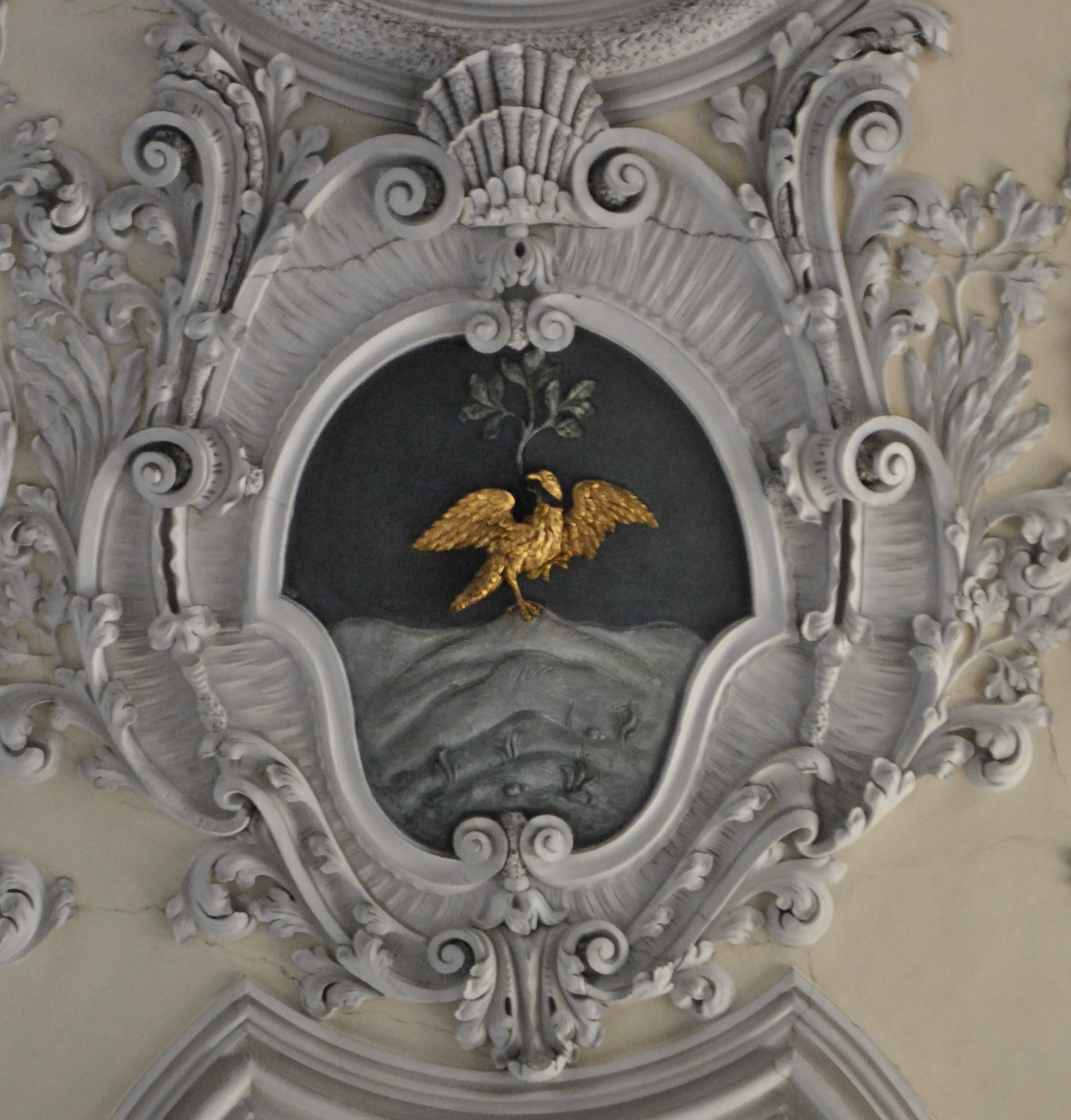
Das Stuckwappen in Oberzell

Das persönliche Wappen von Abt Sigmund Hauck hat sich in mehreren Objekten auf dem ehemaligen Gebiet des Klosters erhalten. Beschreibung: Ein aufliegender Adler mit einem Zweig im Schnabel. Die Tingierung variiert, weil der Adler teilweise in Gold gehalten ist, teilweise auch silbern dargestellt wurde. So existiert das Wappen als Verzierung der Stuckdecken der Klosterkirchen in Gerlachsheim und Oberzell. Ebenso wurde der Adler auch fliegend gemalt.